# Le Passage des bêtes
Pour plus de détails, voir Fiche technique et Distribution.
Le Passage des bêtes est un film français réalisé par Renaud Fély et sorti en 2001.

## Fiche technique
- Titre : Le Passage des bêtes
- Réalisation : Renaud Fély
- Scénario : Renaud Fély
- Photographie : Jean-Pierre Brouat
- Son : Laurent Gabiot
- Montage : Pauline Gaillard
- Production : Sunday Morning Productions
- Pays :  France
- Durée : 45 minutes
- Date de sortie : France - mai 2001

## Distribution
- Philippe Suner
- Martin Belcour

## Sélection
- Festival de Cannes 2001 (programmation de l'ACID)[1]